# Oignies (Frankrijk)
Oignies is een gemeente in het Franse departement Pas-de-Calais (regio Hauts-de-France). De plaats maakt deel uit van het arrondissement Lens. Oignies telde op 1 januari 2022 10.260 inwoners.

## Geografie
De oppervlakte van Oignies bedroeg op 1 januari 2022 5,52 vierkante kilometer; de bevolkingsdichtheid was toen 1.858,7 inwoners per km².

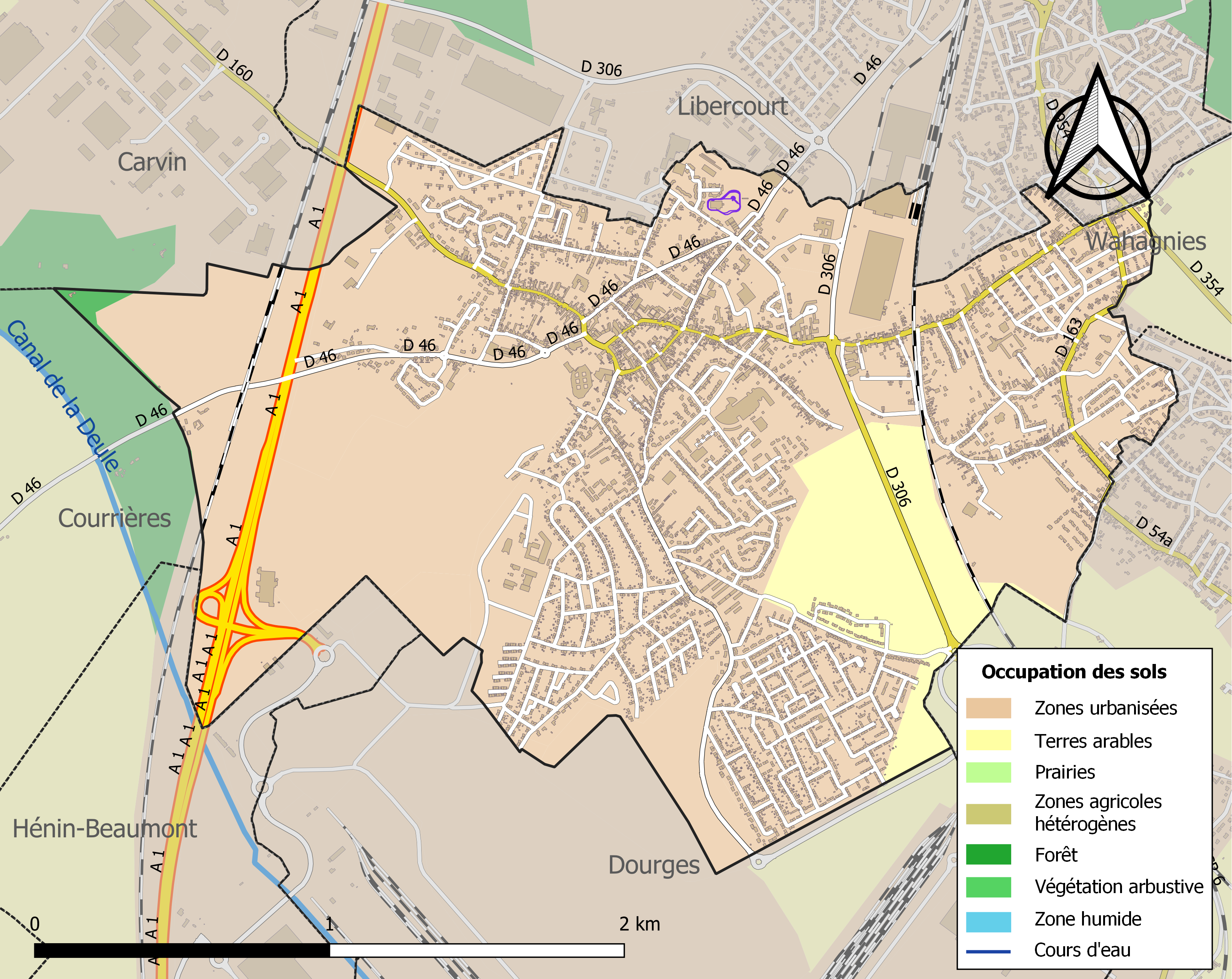
Kaart van de gemeente met belangrijkste infrastructuur, bodemgebruik en omliggende gemeenten

## Demografie
Onderstaande figuur toont het verloop van het inwonertal (bron: INSEE-tellingen).

## Geboren
- Michel Jazy (1936-2024), atleet
- Guy Drut (1950), atleet en politicus